# Panicum pernambucense
Panicum pernambucense là một loài thực vật có hoa trong họ Hòa thảo. Loài này được (Spreng.) Pilg. mô tả khoa học đầu tiên năm 1940.